# アルバート・サントリ
アルバート・サントリ（Albert Santoli）は、アメリカ合衆国のNPO指令組織・米国外交政策議会(AFPC)の元副議長。
アジア・アメリカ・イニシアティヴの全形となるアジア・パシフィック・イニシアティヴ(the Asia-Pacific Initiative)の代表としてアジア諸国へ精力的に支援活動を行ってきた。また米国下院議会において外交政策や国防政策へ様々な助言を行ってきた。

## 経歴
サントリが進めるコミュニティーを中心とした平和活動と社会・経済発展プログラムは多くの評価を得ており、2003年にはイスラム教徒ミンダナオ自治地域でのスールー州平和支援プログラム(Development for Peace in Sulu)における彼の活躍を称えフィリピン大統領より感謝状が贈られた。また2004年にアメリカ・ビジネス・インダストリー・カウンシルより優秀指導者賞が贈られ、翌年には“OneWorld.net”で優秀国民賞の最終候補に選ばれた。また、彼は非営利団体フリーダム・ハウス(Freedom House)における元最高研究員であり、ローヤーズ・コミッティー・フォー・ヒューマンライト(Lawyers Committee for Human Rights)の難民問題部門では顧問を務めた。同時に彼はディスエイブルド・アメリカン・ベテランズ(Disabled American Veterans)の永久メンバーである。

## 著作
サントリは数々の書籍を執筆してきた。中でも『エブリシング・ウィー・ハド』(EVERYTHING WE HAD－Oral History of the Vietnam War)はニューヨーク・タイムズのベストセラー小説に選ばれ、アメリカで最も優秀な文学者に贈られるピューリッツァー賞)やアメリカ文学賞(the American Book Award)にノミネートされるだけでなく、アメリカ図書連合のオールタイム・ベストセラーリストに名を刻まれた。現在、公式ウェブページ上で自身の執筆記事 “China in Focus”と“Asia in Focus” を公開している。
- 『トゥー・ベアー・エニーバーデン』(TO BEAR ANY BURDEN－The Vietnam War and Its Aftermath)
- 『ニュー・アメリカンズ―アメリカの移民と難民』(NEW AMERICANS ―Immigrants and Refugees in the U.S. Today)
- 『ラーニング・ザ・ウェイ』(LEADING THE WAY)
- 『エンパイヤーズ・オブ・ザ・ステッピー―ロシアと中国、古代~1912』(EMPIRES OF THE STEPPE: Russia and China, From Antiquity to 1912)

## 講演大学
またサントリは様々な著名校でゲスト講師として講演を行ってきた。
講演大学リスト
- ハーバード大学
- コロンビア大学
- カリフォルニア大学
- ジョージ・メイソン大学
- ネブラスカ大学
- ニューヨーク州立大学
- ワシントン D.C.・国際政治研究機関
- 国立シンガポール大学
- タイ・チュラーロンコーン大学
- フィリピン防衛大学
- アメリカ・アーミー・ワー・カレッジ
- アメリカ・マリーン・コープス大学